# Terril (Iowa)
Terril és una població dels Estats Units a l'estat d'Iowa. Segons el cens del 2000 tenia 404 habitants.

## Demografia
Segons el cens del 2000, Terril tenia 404 habitants, 171 habitatges, i 108 famílies. La densitat de població era de 283,6 habitants/km².
Dels 171 habitatges en un 29,8% hi vivien nens de menys de 18 anys, en un 53,8% hi vivien parelles casades, en un 5,8% dones solteres, i en un 36,8% no eren unitats familiars. En el 32,7% dels habitatges hi vivien persones soles el 15,8% de les quals corresponia a persones de 65 anys o més que vivien soles. El nombre mitjà de persones vivint en cada habitatge era de 2,36 i el nombre mitjà de persones que vivien en cada família era de 2,99.
Per edats la població es repartia de la següent manera: un 25,7% tenia menys de 18 anys, un 9,9% entre 18 i 24, un 27,2% entre 25 i 44, un 18,8% de 45 a 60 i un 18,3% 65 anys o més.
L'edat mediana era de 35 anys. Per cada 100 dones de 18 o més anys hi havia 101,3 homes.
La renda mediana per habitatge era de 34.583 $ i la renda mediana per família de 39.250 $. Els homes tenien una renda mediana de 25.592 $ mentre que les dones 19.306 $. La renda per capita de la població era de 16.283 $. Entorn del 8,8% de les famílies i el 13,8% de la població estaven per davall del llindar de pobresa.

## Poblacions més properes
El següent diagrama mostra les poblacions més properes.